# 古州
古州，唐朝时设置的州。曾改名乐兴郡。
下州。贞观十二年（638年），李弘节开夷獠置。土贡：蜡。二百八十五户。管辖三县：乐预县（宝应元年（762年）更名乐山县，今贵州省从江县）、古书县（今贵州省榕江县）、乐兴县（今广西壮族自治区三江侗族自治县）。地望在今贵州省黎平县。
刺史
- 秦轲（847年）